# Berghia coerulescens
Berghia azurée
Espèce
Synonymes
- Eolidia coerulescens (Laurillard, 1830)
- Spurilla caerulescens (Laurillard, 1830)
- Eolis peregrina (Delle Chiaje, 1841)
- Eolidia souleyeti (Vérany, 1853)
- Berghia modesta (Trinchese, 1882)[2]

La Berghia azurée (Berghia coerulescens) est une espèce de nudibranche de la famille des aeolidiidés. Ce mollusque est blanc ou bleu clair ; il mesure jusqu'à 70 mm mais la taille moyenne se situe entre 20 et 40 mm. La distribution de cette espèce couvre la mer Méditerranée, l'Ouest et l'Est de l'océan Atlantique. Hermaphodite comme tous les nudibranches, la berghia azurée dépose chaque année un cordon en spirale composé de milliers d’œufs desquels éclosent des larves véligères. Il s'agit de l'espèce type du genre Berghia.

## Taxinomie et étymologie
L'espèce est décrite par le naturaliste français Charles Léopold Laurillard en 1830 ; le nom binominal original est Eolidia coerulescens. Le nom du genre est un hommage au naturaliste danois Rudolph Bergh alors que l'épithète spécifique latine coerulescens signifie « bleu ». Berghia azurée, le nom normalisé en français est issu de la traduction du nom normalisé en italien : Berghia azzurra. B. coerulescens est l'espèce type du genre Berghia.

## Distribution et habitat
La berghia azurée est présente dans plusieurs mers et océans du monde : en mer Méditerranée, principalement dans la partie occidentale c'est-à-dire sur les côtes italiennes, françaises, sur la péninsule Ibérique jusqu'au détroit de Gibraltar ; dans l'océan Atlantique Est (sa présence est confirmée à l’île de Ré ainsi qu'à Saint-Malo) et Ouest (observation à Curaçao), Ce nudbiranche pourrait être plus rare sur les côtes bretonnes depuis l'hiver 1962-1963.
Cette espèce se rencontre à des profondeurs comprises entra la surface et environ 30 m, ce qui correspond à peu près à la étage infralittoral, elle vit en eau tempérée sur des fonds rocheux,. Son habitat est partagé avec des anémones de mer des genres Sagartia et Aiptasia.

## Description
La berghia azurée mesure généralement entre 20 et 40 mm mais des spécimens de 70 mm ont été observés. Le corps est blanc ou bleuâtre ; les cérates sont bleu clair avec un anneau jaune sous l'apex, ils sont répartis en 8 à 10 bouquets. Les 5 bouquets sur l'avant du corps sont disposés en fer à cheval. Les rhinophores brun-orangé en forme de masse et les tentacules oraux ont une longueur similaire : une paire de taches orange est parfois visible entre ces organes,. La base des rhinophores porte des petites papilles qui deviennent des lamelles sur les côtés ; les tentacules sont translucides à leur base et blancs voire bleutés ou orangés à l'apex,. Il est parfois possible d'apercevoir la glande digestive brune à travers les longs cérates mais leur coloration vive est souvent un obstacle. Les tentacules pédieuses permettant à l'animal de se mouvoir à l'aide d'une sorte de pied sont triangulaires. La queue est lisse et peut compter pour un quart de la longueur totale.
Plusieurs espèces de nudibranches présentent des ressemblances avec B. coerulescens. Ainsi, Cuthona caerula possède des cérates à la coloration similaire, cependant son corps est jaune pâle et ses rhinophores sont lisses. Berghia verrucicornis est assez proche mais les cérates sont blancs avec un anneau orange sous l'apex.

## Écologie

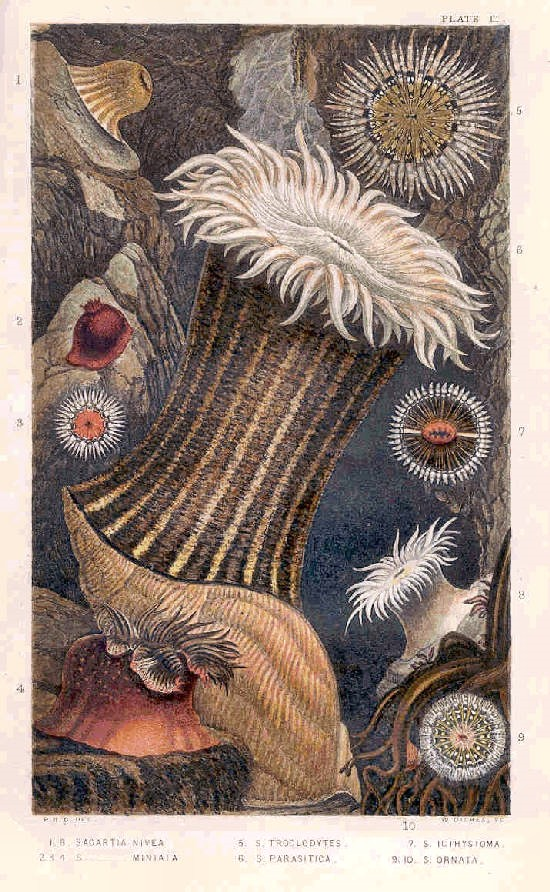
Les anémones du genre Sagartia sont des proies fréquentes de B. coerulescens.

### Alimentation
La berghia azurée se nourrit presque exclusivement d'anémones de mer qui se trouvent en abondance dans son habitat,. Ses proies de prédilection sont les organismes présents dans son habitat : c'est-à-dire différents hydraires, comme Eudendrium racemosum mais surtout les anémones des genres Sagartia et Aiptasia, notamment A. mutabilis et A. couchi,,.

### Reproduction
Comme les autres nudibranches, cette espèce est hermaphrodite : l'accouplement se déroule à la fin du printemps, probablement entre mars et mai. La ponte (ou « oothèque ») est blanchâtre et consiste en un cordon en spirale de 25 mm de diamètre composé de milliers d’œufs d'environ 125 µm voire de 25 mm de diamètre : le nudibranche le dépose à proximité du substrat servant de support aux anémones,. De ces œufs éclosent des larves véligères.